# Llau de l'Era del Tardà
La Llau de l'Era del Tardà és una llau del terme municipal de Conca de Dalt, al Pallars Jussà, a l'antic terme d'Hortoneda de la Conca, en terres de l'antic poble de Perauba.
Es forma a l'extrem de llevant de l'Obaga de Brunet, des d'on davalla cap al nord-oest fins a abocar-se en la llau de Brunet septentrional a l'extrem sud-occidental del Clot del Corral del Mestre.